# KMLE
KMLE 의학 검색 엔진은 대한민국에서 2002년 11월에 서비스를 개시한  인터넷 의학전문 정보검색 웹사이트이다.
인터넷에 존재하는 방대한 양의 의학 정보를 쉽게 접근하고 유용하게 이용할 수 있도록 하는 의학 포털 사이트를 지향한다.
대한의사협회 의학용어, 대한소화기내시경학회 의학용어,  대한해부학회, 대한기생충학회 의학 용어와 의학정보원 약품,의약품 데이터 그리고 '외래진료지침서'와'알기쉬운의학용어 풀이집' 내용을 제공한다.

## 주요 서비스
- 의학용어 및 의학사전 검색
- 약품/의약품 검색
- 온라인 의학 서적 및 정리집 제공
- 의학 논문 검색
- 의학 관련 링크 디렉토리 제공

보건연구정보센터(RiCH) 검색 서비스도 제공한다.

## 영문서비스
영문판 한국의학라이브러리엔진(KMLE) 의학사전(Medical Dictionary)은 http://www.kmle.com 에서 제공한다.

## 같이 보기
- 국제질병분류(ICD)
- IBM 왓슨 AI
- 머크 매뉴얼